# Orthodes adiastola
Orthodes adiastola là một loài bướm đêm trong họ Noctuidae.